# Nicolas Legros-Dévot
Nicolas Auguste Legros-Dévot est un homme politique français né le 14 août 1803 à Calais (Pas-de-Calais) et mort le 29 juillet 1854 dans la même ville. Maire de Calais de 1842 à 1848, il est député du Pas-de-Calais de 1849 à 1851.

## Biographie
Nicolas Legros-Dévot nait le 14 août 1803 à Calais, son père est capitaine de navire. Propriétaire terrien, sa famille fait partie de la bourgeoise calaisienne. Nommé porte-drapeau de la garde nationale de Calais, le 27 août 1930, il en devient le chef de bataillon puis le commandant en 1835. Administrateur d'établissement de bienfaisance, il devient conseiller municipal de la ville de Calais en juin 1840, puis adjoint au maire en octobre de la même-année. Il est nommé, en décembre 1841 maire de Calais puis, en 1843, est fait chevalier de la Légion d'honneur. Durant son mandat, de nombreux travaux sont notamment effectués sur le port de Calais.
Il est élu conseiller général du département en 1843, puis député du Pas-de-Calais en 1849, il siège à droite et vote l'expédition de Rome, la loi Falloux et la loi restrictive sur le suffrage universel. Lors du coup d'État du 2 décembre 1851, il fait partie des 221 députés qui manifestent devant la mairie du 10e arrondissement. Il renonce à se représenter à la chambre des députés en 1852 et, sa carrière politique s'arrête là. Il meurt à Calais le 29 juillet 1854.

## Distinctions
- Chevalier de la Légion d'honneur (12 février 1843). Il est fait chevalier par le préfet du Pas-de-Calais, Napoléon Desmousseaux de Givré, le 22 mars 1843[1].